# أبو حراب
أبو حراب أو مها أبو حراب أو المهاة السودانية أو المارية السودانية أو الأَرْخ السوداني هو أحد أنواع المهاة والذي كان في السابق يقطن شمال إفريقيا بكامله. أما اليوم فإن التقارير الواردة تتعارض مع بعضها حيث يظهر بعضها أن هذه الحيوانات قد انقرضت في البريّة بينما البعض الأخر يقول بأن بعض الجمهرات الصغيرة لا تزال تتواجد في وسط النيجر وتشاد. ويُطلق على أبو حراب أيضًا اسم المهاة المقوّسة القرون والمهاة الحمراء العنق.

## الوصف الخارجي
يبلغ علو أبو حراب عند الكتفين ما يزيد عن المتر بقليل ويزن حوالي مئتين كيلوغرام. يكون لون معظم جسد هذه الحيوانات أبيض وتمتلك صدرًا خمريّ بالإضافة إلى علامات سوداء على الجبهة وعلى طول الأنف. ولهذه المهاة قرون متوازية طويلة يبلغ طولها حوالي المتر أو المتر وربع لدى كلا الجنسين، كما وتكون نحيلة وتتقوّس نحو الخلف كالحراب، ومن هنا جاء اسم الحيوان.

## الموطن والمسكن

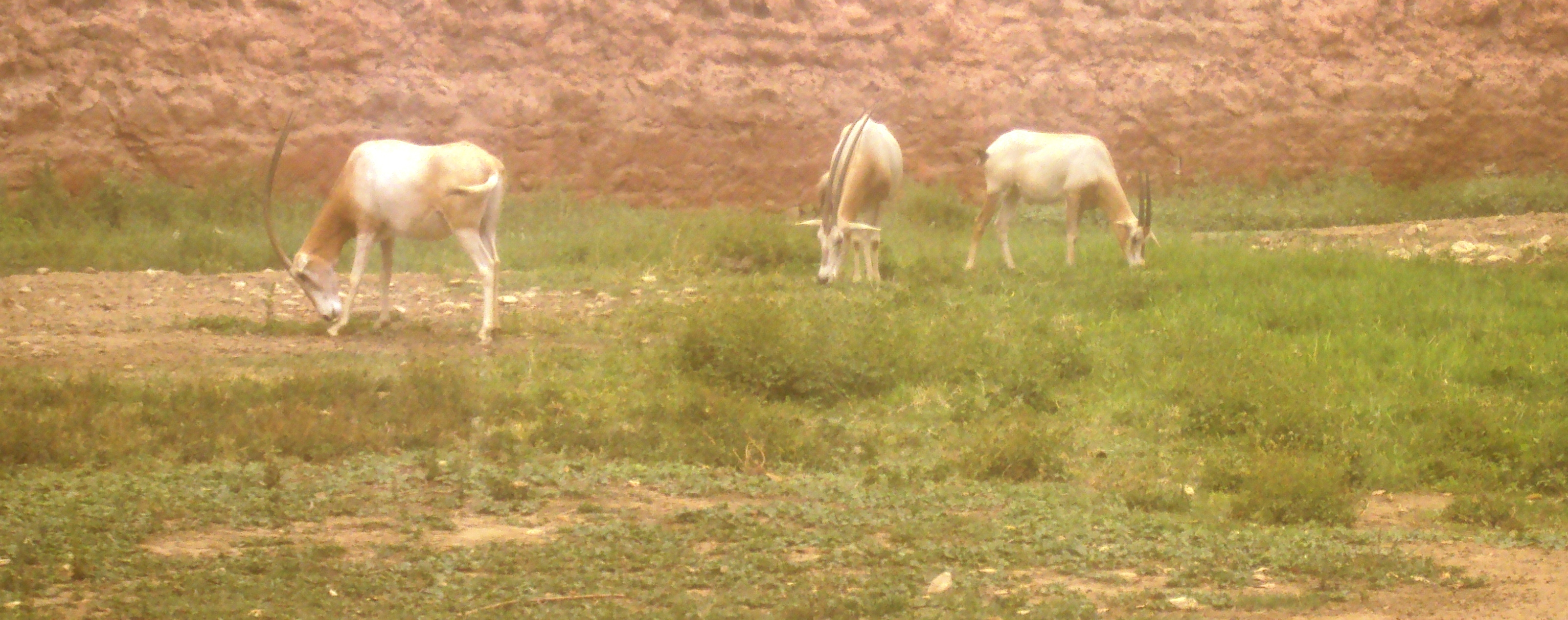
أبو حراب بحديقة الحيوان بالجيزة.

كان أبو حراب أكثر الثدييات الكبرى انتشارًا في شمال إفريقيا، حيث امتد موطنه من المغرب حتى مصر، وجنوبًا حتى موريتانيا والسودان. تراجعت أعداد هذه الحيوانات بشكل حاد خلال القرن العشرين إلى أن اقتصرت في وجودها عام 1980 على النيجر وتشاد، وبعض المناطق في مالي والسودان. يُعتقد أن هذه الحيوانات انقرضت في البرية بحلول عام 1999. كانت هذه الحيوانات تسكن المنطقة الواقعة بين الصحراء الحقيقية والساحل الإفريقي، حيث تقل نسبة المتساقطات السنوية عن 350 مليمترًا، في المناطق ذات الكثبان الرملية والأشجار القمئية، ما بين الكثبان والسهوب الصحراوية.

## الخواص الأحيائية
أبو حراب حيوان متأقلم على العيش في المناطق القاحلة التي يتواجد فيها، فهو قادر على البقاء لتسعة أو عشرة أشهر بدون ماء، وذلك بفضل كليتاه اللتان تمنعان خسارة المياه عبر التبويل، كما وتستطيع تعديل حرارة جسدها لتفادي التعرّق، حيث يُمكن أن تصل درجة حرارة جسدها إلى 46.5° مئوية. تعيش هذه الحيوانات في قطعان مختلطة من الجنسين يبلغ عدد أفرادها حوالي السبعين رأسًا، وكانت في السابق تتجمع في قطعان يبلغ عدد أفرادها الآلاف خلال موسم الهجرة. تقع الولادات في مارس وأكتوبر بشكل رئيسي، وتنفصل الأنثى عن القطيع لبضع ساعات ريثما تلد. يستقل الصغير عن والدته عندما يبلغ 14 أسبوعًا من العمر. تقتات هذه الحيوانات على أنواع مختلفة من الأعشاب، النباتات، والفاكهة، في أوائل فترة الصباح والمساء.

## المحافظة على النوع
بدأت أعداد أبو حراب بالتراجع في الأصل بسبب تغيّر المناخ العالمي، حيث أصبحت الصحراء الكبرى أكثر جفافا، ولم تعد حتى الحيوانات الصحراوية أن تتحمل هذا التغير. ومع توسع الصحراء الكبرى أخذت الجمهرات تنفصل عن بعضها البعض بشكل أكبر وتعيش في عزلة، حتى أن الجمهرة الشمالية انقرضت قبل حلول القرن العشرين. ومع وصول الأوروبيين واستعمارهم لشمال إفريقيا، ازداد الضغط على الجمهرة الجنوبية، حيث أخذ المستوطنون يصطادونها للحصول على قرونها وجلدها كتذكار صيد، ولحمها كمصدر من مصادر الغذاء. يُعتقد أنه كان للحرب العالمية الثانية والحرب الأهلية في تشاد خلال عقد 1980 تأثير مدمّر على هذه الحيوانات، إذ ازدادت نسبة صيدها لغرض الحصول على موارد غذائية.
وقد أطلق برنامج عالمي لإكثار هذا النوع في الأسر خلال أعوام الستينيات من القرن العشرين. وفي عام 1996 كان هناك 1,250 رأسًا على الأقل في حدائق الحيوان والمنتزهات حول العالم بالإضافة إلى 2,145 رأسًا أخر في المزارع بولاية تكساس. يعيش حاليًّا قطيع واحد في محميّة مسيجة في تونس والمغرب والسنغال حيث يجري العمل على زيادة عدد أفراده تمهيدًا لإعادة إطلاقه في البريّة.

## وصلات خارجية
- آركيف: صور وأفلام عن أبو حراب.
- القائمة الحمراء للإتحاد العالمي للحفاظ على الطبيعة، أبو حراب.
- أبو حراب من شبكة تنوع الحيوانات.
- أبو حراب من موقع "Kidcyber".